# وقواق أرضي سومطري
وقواق أرضي سومطري (الاسم العلمي: Carpococcyx viridis)، هو نوع من الوقاويق الأرضية الكبيرة تتبع فصيلة الوقواقية. قُدم إلى العلوم الغربية في عام 1879 وكان يعتبر سابقًا متناوع (من نفس النوع) مع الوقواق الأرضي البونيوي ولكن منح صفت نوع منفرد في عام 2000. عُرف هذا النوع المراوغ في البداية من ثماني عينات فقط ولم ترد اخطارات عنه من عام 1916 حتى عام 1997، عندما أعيد اكتشافه وتصويره بواسطة انجار رافاستانتو (Andjar Rafiastanto). يُعتقد أن النظام الغذائي للوقواق السومطري يتكون من اللافقاريات والثدييات الصغيرة والزواحف.